# Madonna Roverella
La Madonna Roverella (Madonna in trono col Bambino e angeli musicanti) è un dipinto olio e tempera all'uovo su tavola di pioppo (239×105 cm) di Cosmè Tura, databile al 1470-1474 e conservata nella National Gallery di Londra. Era originariamente lo scomparto centrale dello smembrato Polittico Roverella.

## Storia
Il polittico fu dipinto per la chiesa di San Giorgio fuori le mura a Ferrara per commemorare il vescovo Lorenzo Roverella, su commissione di suo fratello Bartolomeo, abate del monastero olivetano e cardinale. Danneggiato da un'esplosione nel 1709 venne poi rimosso. L'opera arrivò al museo londinese per acquisto nel 1867.
Smembrato e parzialmente disperso, se ne conoscono oggi otto pezzi. Oltre alla Madonna gli altri scomparti superstiti sono al Louvre, alla  Galleria Colonna di Roma, all'Isabella Stewart Gardner Museum di Boston, al Metropolitan Museum di New York, al Fogg Art Museum di Cambridge (Massachusetts) e alla Timken Art Gallery di San Diego.

## Descrizione e stile
La Madonna col Bambino è posta alla sommità di un ripido trono, secondo uno schema piramidale che in quegli anni si andava affermando anche a Venezia. Sui gradoni che conducono al trono sono disposti quattro angeli musicanti, mentre altri due, inginocchiati, sono alla base, davanti a un organo dove si trova un'iscrizione latina con cui Niccolò Roverella, inginocchiato nello scomparto destro, chiede al Bambino di "aprire la porta" ammettendolo alla loro presenza nello scomparto centrale. Altre iscrizioni in caratteri ebraici si trovano ai lati del trono, su lapidi nella tipica forma giudaica: dopotutto a Ferrara esisteva una nutrita comunità ebraica.
In lato il trono è coronato da un arco con lacunari in prospettiva, scorciato secondo un punto di vista fortemente ribassato. Estremamente fastoso è il ricorso a elementi decorativi, soprattutto nel coronamento del trono con elementi simbolici (come il tetramorfo) e ripresi dall'antichità (come i genietti). Due grappoli d'uva rimandano al tema della fertilità, così come le cornucopie. Sopra la testa di Maria si trovano elaborate conchiglie che coprono e sormontano la calotta della nicchia del trono, dove pende anche un filo di perle e coralli, simboli rispettivamente di purezza e di prefigurazione della Passione di Cristo (per il colore rosso come il sangue).
In generale spicca la ricchezza cromatica dell'insieme e l'estrema fantasia compositiva nel disporre gli elementi. Le figure sono fortemente chiaroscurate, come tipico dell'artista, ma hanno una monumentalità accentuata dai colori limpidi che richiama lo stile di Piero della Francesca. I panneggi hanno quel tono pesante e "bagnato" che si ritrova in altre opere dell'artista, con una preferenza per i contorni spigolosi, generanti complessi effetti lineari.